# Tony Thompson
Tony Thompson (ur. 2 września 1975 w Oklahoma City, zm. 1 czerwca 2007 w Waco w stanie Teksas) – wokalista m.in. grupy Hi-Five.
Debiutancki album grupy Hi-Five zdobył status platynowej płyty. Znalazły się na niej m.in. przeboje I Can’t Wait Another Minute i I Like the Way (The Kissing Game), która dotarła na szczyt listy przebojów „Billboardu”.
W 1992 roku do sklepów trafiła płyta Keep It Goin On, którą promowały przeboje She’s Playing Hard To Get oraz Quality Time. Trzy lata później premierę miała solowa płyta Thompsona, Sexsational. W tym samym roku zespół H-Five zakończył działalność. W 2006 roku Thompson ponownie połączył siły ze swoimi przyjaciółmi, nagrywając album The Return, który ukazał się nakładem należącej do artysty wytwórni N’Depth. Ostatnio wokalista pracował nad nowym solowym albumem.
Artysta prawdopodobnie zmarł w wyniku przedawkowania narkotyków. Miał 31 lat. Jego ciało znaleziono 1 czerwca w okolicy należącego do niego mieszkania w Waco, w Teksasie.